# Cattedrale di San Brendano (Clonfert)
La cattedrale di San Brendano (in inglese: St Brendan's Cathedral) è la cattedrale anglicana di Clonfert, in Irlanda, e sede della diocesi di Limerick e Killaloe per la chiesa d'Irlanda.

## Storia
La parte più antica della chiesa risale al 1180. La sua porta è in stile romanico ed è in sei ordini, ha una straordinaria varietà di motivi, teste di animali, fogliame, teste umane. Le vetrate sono dell'inizio del XIII secolo. L'arco del coro è stato inserito nel XV secolo. Gli archi di sostegno della torre sul lato ovest della chiesa sono decorati con teste del XV secolo e l'ordine interno del portale romanico è stato anche inserito in questo periodo. Anche la sacrestia è del XV secolo.

## Galleria d'immagini

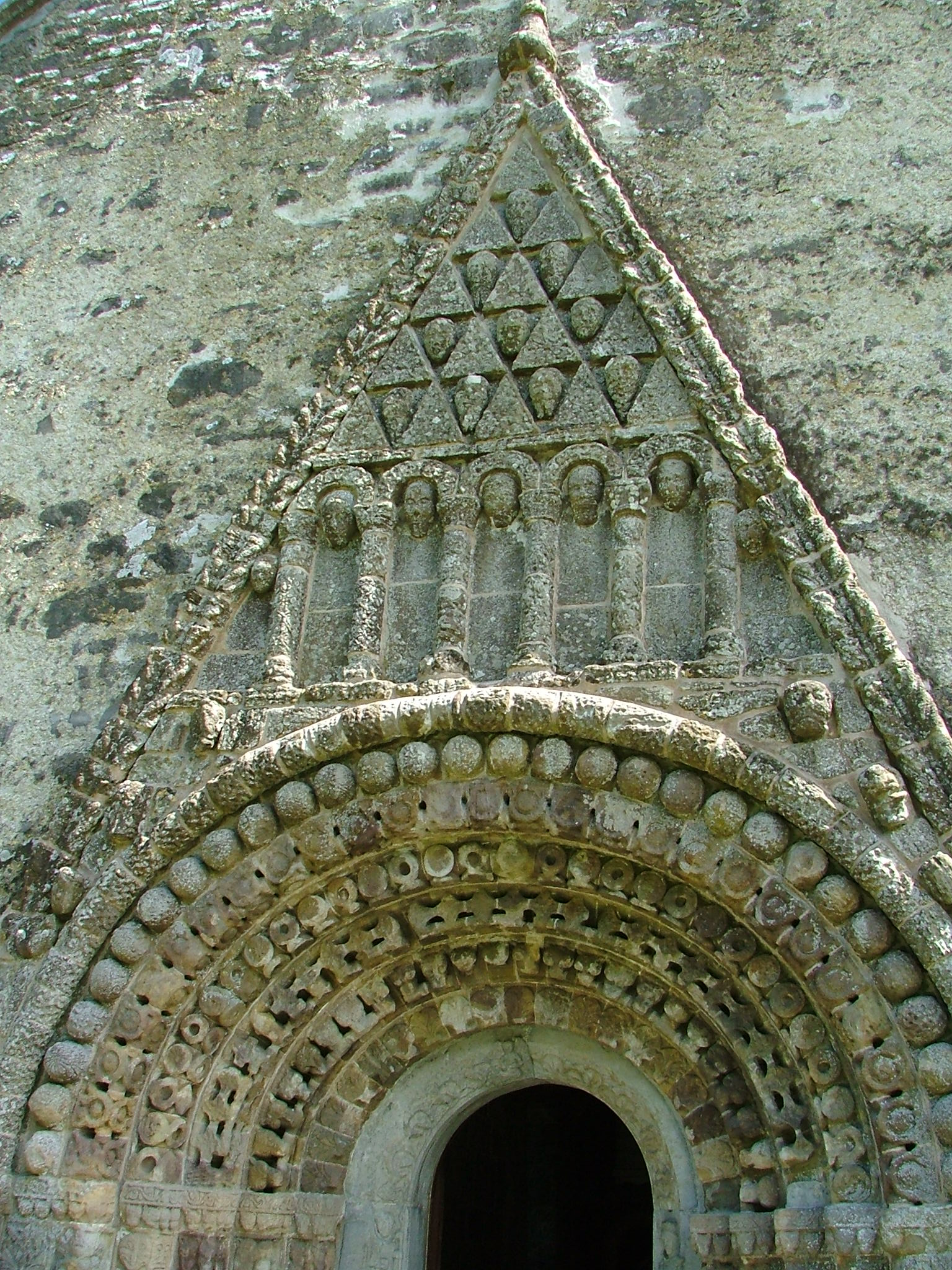
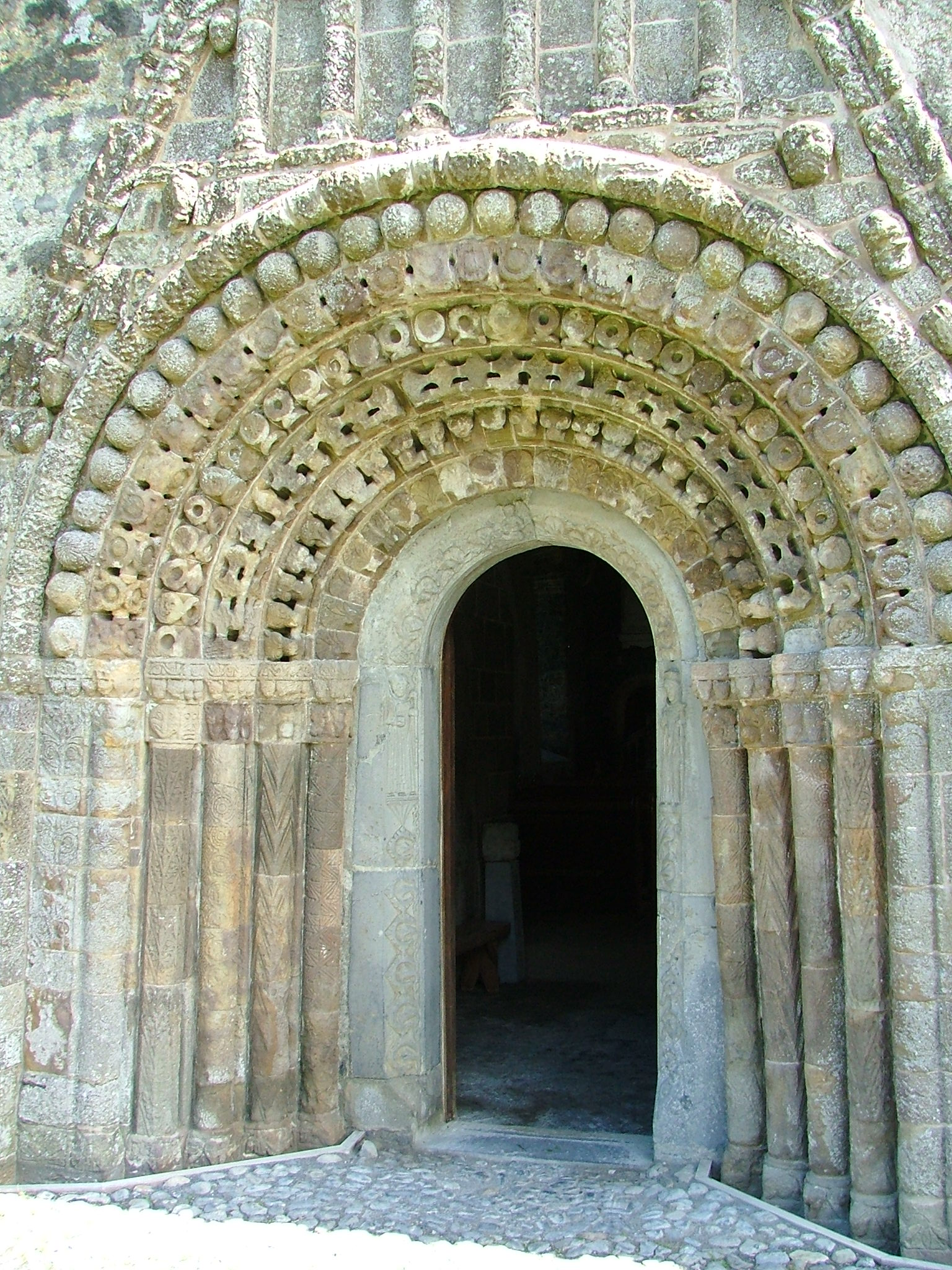
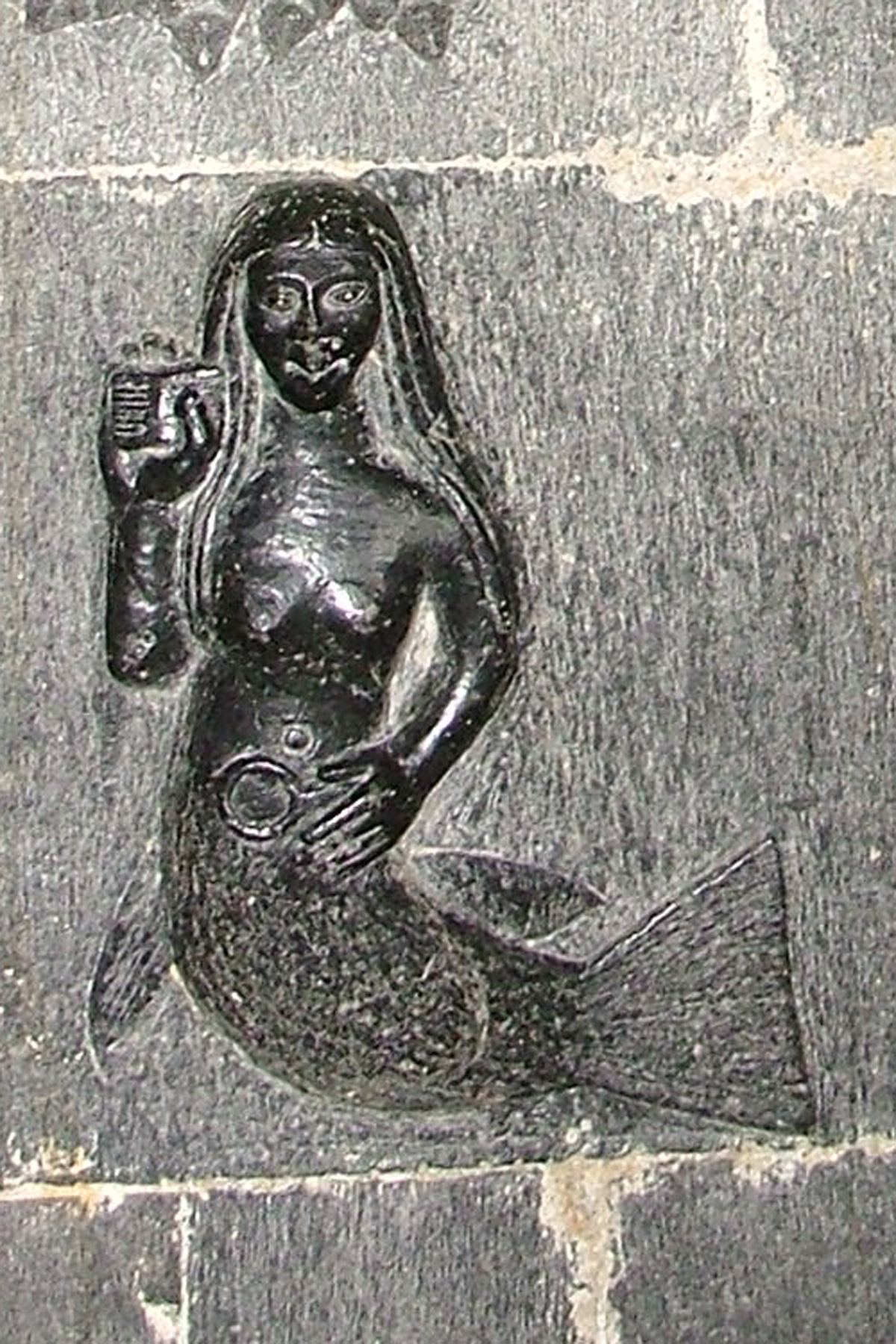
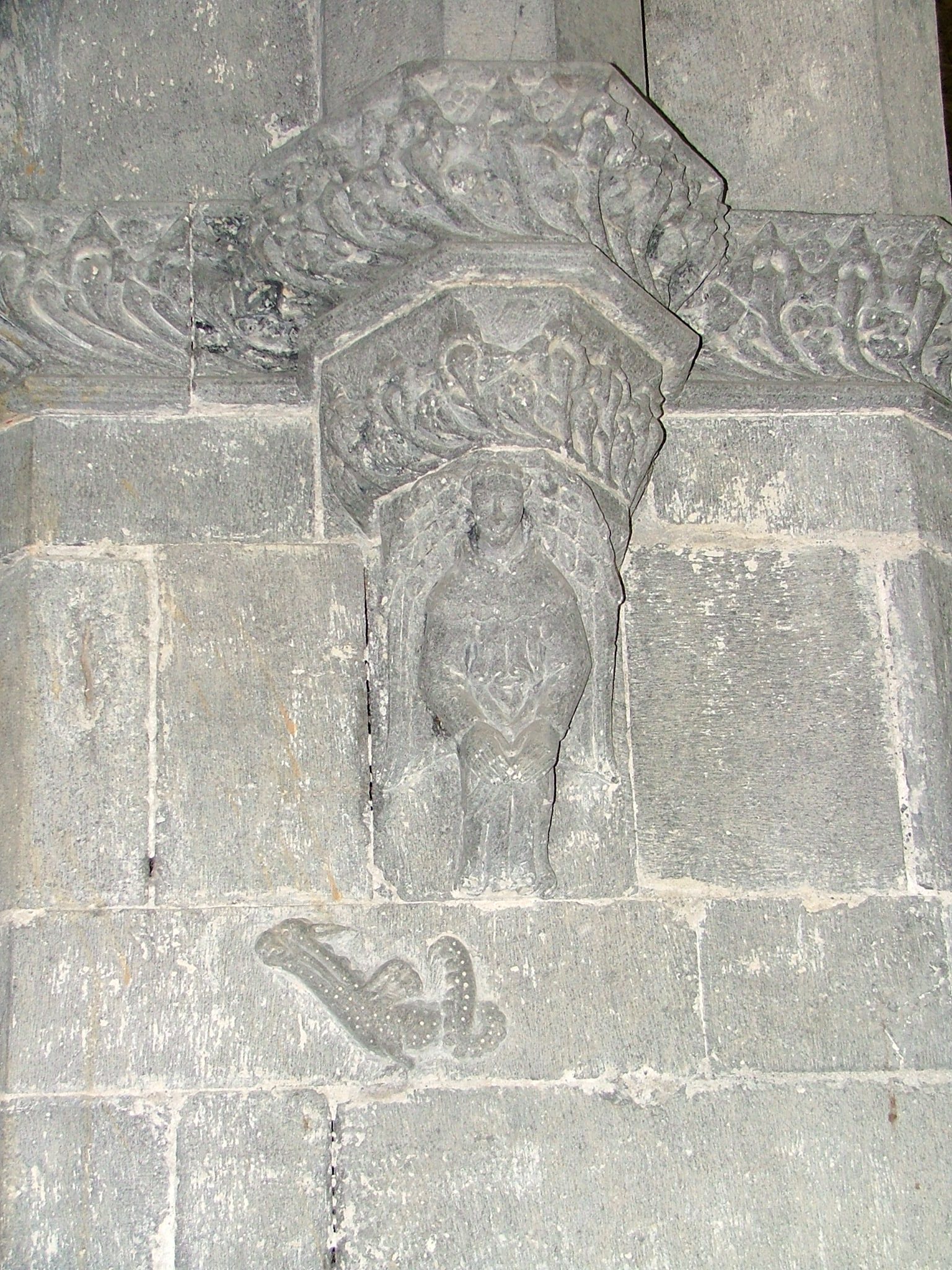